# GOAL!
『GOAL!』（ゴール、原題：Goal!）は、2005年に公開されたイギリスとアメリカ合衆国による合作スポーツ映画。監督はダニー・キャノン。日本では2006年5月27日に公開された。デビッド・ベッカムほかプロサッカー選手がゲスト出演している。

## 概要
この映画は国際サッカー連盟（FIFA）公認の映画であり、三部作となっている。
第1部となる本作ではイングランド・プレミアリーグのデビューに主眼を置いている。サウンドトラックにはオアシスやカサビアンなどの豪華メンバーが参加した。続編にあたる『GOAL!2』は当初2006年秋に日本で公開の予定だったが、製作の遅れにより、2007年5月にずれ込んだ。
最終作の第3部『GOAL!3』は、2006 FIFAワールドカップが舞台となるが、日本では劇場公開されず、DVDソフトのみでの販売となった。
数々のサッカー選手がゲスト出演し日本人では中田英寿が出演すると話題になったが、中田は出演していない。しかし、映画内のシーンでレアル・マドリードとジュビロ磐田が日本で試合を行うシーン（『GOAL!2』）やW杯の日本代表の試合が映る場面（『GOAL!3』）がある。

## ストーリー
メキシコの貧しい町に生まれ、アメリカ合衆国に不法に越境してロサンゼルスで育ったサンティアゴには、サッカーの才能があった。
20歳になったサンティアゴに声をかけるグレン。彼はイングランドの一流サッカー・チーム『ニューカッスル・ユナイテッドFC』の元スター選手であったが、今は日の当たらない自動車整備工であった。
グレンの古い伝手を頼りにチームへの入団の希望を持つサンティアゴに、不法移民が夢を見るなと反対する父親のヘルマン。だが、陽気な祖母メルセデスはサンティアゴを励まし、イギリスへと送り出した。
なんとか漕ぎ着けた1日限りの入団テストで失敗を犯すサンティアゴだったが、大雨でぬかるみでのトライアル、ドーンヘルム監督が電話しながらで真剣に見ていなかったこともあり、グレンが説得し一ヶ月の練習生として迎えられることになった。呼吸器の問題があるにもかかわらず申告をせずに吸入器を使用しながらトライアルに励むが、リザーブ戦のメンバーに選ばれるも試合前にヒューイに吸入器を踏まれ思うように結果を残せず戦力外通告を受けてしまう。そしてグレンに置き手紙をし故郷へ帰る途中のタクシーでガヴァンが乗り込んで来る。クビになったとガヴァンに打ち明けるとそのままクラブハウスに連れて行き彼の才能を認めた形となり、見事クラブに残る。レギュラーを目指し練習に励むサンティアゴ、羽目を外して問題を起こし、ドーンヘルム監督や恋人の看護師ロズに睨まれることもあったが、補欠として出場した試合では見事ゴールを決めてチームに貢献した。
不仲だった父親の突然の死にも帰国せず、練習を続けるサンティアゴ。そしてついに、レギュラーとしてゲームに参加するチャンスが訪れた。最後のフリーキックを決めチームを優勝に導いたサンティアゴは、死んだ父親が生前に、彼の初めての試合をテレビで誇らしげに応援していたことを知ったのだった。

## 出演
※括弧内は日本語吹替
- サンティアゴ・ムネス - クノ・ベッカー（櫻井孝宏）

清掃業の作業員。メキシコの貧しい村で生まれた。
- ガヴァン・ハリス - アレッサンドロ・ニヴォラ（桐本琢也）

一流プレイヤー。ニューカッスルの選手。
- グレン・フォイ - スティーヴン・ディレイン（山路和弘）

ニューカッスルの代理人。元プレーヤー。
- ロズ・ハーミソン - アンナ・フリエル（岡本麻弥）

看護師。サンティアゴの恋人。
- エリク・ドーンヘルム - マーセル・ユーレス（勝部演之）

ニューカッスルの監督。
- ヘルマン・ムネス - トニー・プラナ（谷口節）

サンティアゴの父親。息子の夢を応援していない。
- メルセデス - ミリアム・コロン（此島愛子）

サンティアゴの祖母。
- バリー・ランキン - ショーン・パートウィー（内田直哉）

エージェント。
- キャロル・ハーミソン - フランシス・バーバー（弥永和子）

ロズの祖母。
- マル・ブライスウェイト - ゲイリー・ルイス（原康義）
- アイヴス - レスリー・ランドール（藤本譲）
- クリスティーナ - カサンドラ・ベル（きのしたゆうこ）

ゲスト出演
- マーティン・タイラー（ジョン・カビラ）
- デビッド・ベッカム（藤井隆）
- ジネディーヌ・ジダン（宮迫博之）
- ラウル・ゴンサレス（ワッキー）
- アラン・シアラー（武田修宏）
- スティーヴン・ジェラード
- ロナウド
- ミラン・バロシュ
- ジョー・コール

## スタッフ
- 監督 - ダニー・キャノン
- 脚本 - ディック・クレメント、イアン・ラ・フレネ
- 視覚効果：フレームストアCFC
- 日本語版主題歌： W-inds.「TRIAL」